# كارلوس تيفيز
كارلوس ألبرتو مارتينيز تيفيز (بالإسبانية: Carlos Alberto Martínez Tévez)‏ من مواليد (5 فبراير 1984 في بيونس آيرس)، مدرب كرة قدم أرجنتيني ولاعب كرة قدم سابق، لعب لعدة أندية أوروبية، وآخر نادي لعب له هو بوكا جونيورز الأرجنتين، لعب سابقًا مع منتخب الأرجنتين لكرة القدم. كما يُدرب حاليًا نادي روزاريو سنترال
فاز تيفيز بكل البطولات بداية في الأرجنتين فقد فاز مع بوكا جونيورز ببطل الدوري الأرجنتيني وبطل كوبا ليبرتادوريس وكأس العالم للأندية، ثم انتقل إلى البرازيل ليفوز بأفضل لاعب في الدوري البرازيلي. وفاز بجائزة أفضل لاعب في أمريكا الجنوبية لثلاثة أعوام متتالية.
عندما انتقل إلى إنجلترا ذهب إلى وست هام، وفاز بأفضل لاعب في العام في وستهام، وثالث أفضل لاعب في الدوري الإنجليزي. وهنا انتقل إلى بطل إنجلترا مانشستر يونايتد ليفوز بالدوري الإنجليزي مرتان وفاز ب دوري أبطال أوروبا. وكان يلعب تيفيز أساسي في اليونايتد قبل أن يشتري مانشستر يونايتد اللاعب بيرباتوف كثاني أغلى صفقة في مانشستر يونايتد بعد فيرون الذي يعتبر أغلى لاعب في تاريخ الدوري الإنجليزي. عندها وجد تيفيز نفسه في مقاعد البدلاء، قرر الخروج من مانشستر يونايتد لينتقل إلى غريمه مانشستر سيتي. وساهم تيفيز بألقاب لمانشستر سيتي إذ أنهم فازوا ببطولة بعد غياب النادي 54 عامًا عن التتويج بالبطولات. وأحرز جائزة هداف الدوري الإنجليزي موسم 2010/2011.

## حياته الكروية
خاض مباراته الأولى كلاعب في الفريق الأول ضد نادي تاييريس دي كوردوبا بتاريخ 21 أكتوبر 2001، وقد استطاع تيفيز سريعًا تثبيت أقدامه في التشكيل الأساسي لفريقه وساهم بفوز البوكا بلقب الأبيرتورا الأرجنتيني في عام 2003، إضافة إلى كأس الليبرتادوريس في العام ذاته وهو ما أهله للعب مباراة كأس الإنتركونتيننتال ضد الميلان بطل أوروبا والتي ضحَّى لأجلها بكأس العالم للشباب مع المنتخب الأرجنتيني للشباب تحت 20 عامًا. وبينما خسر أشبال الأرجنتين البطولة التي أقيمت في دولة الإمارات العربية المتحدة، فاز تيفيز مع بوكا جونيورز كأس الإنتركونتيننتال في مباراة امتدت إلى ركلات الجزاء الترجيحية، بعد التعادل بهدف لكل فريق في الوقت الأصلي، حسمت بثلاث ركلات مقابل ركلة واحدة للروسُّونيري. تيفيز فاز أيضًا في العام التالي مع بوكا جونيورز بكأس السود أميريكاتا على حساب بوليفار البوليفي، كما حصد عدة جوائز فردية في كلا العامين مثل جائزة أفضل لاعب في كأس الليبرتادوريس عام 2003، أفضل لاعب أرجنتيني عامي 2003 و2004 وأفضل رياضي في الأرجنتين عام 2004.
غادر تيفيز بوكا جونيورز متجهًا إلى نادي كورينثيانز البرازيلي في ديسمبر من عام 2004، وبينما قُدِّرَت الصفقة - التي اعتبرت الأكبر في تاريخ كرة القدم اللاتينية - بـ 13.7 مليون جنيهًا استرلينيًا، دفعت شركة «ميديا سبورتس للاستثمار» البرازيلية، وقد استطاع قيادة فريقه للفوز بلقب الدوري البرازيلي في موسم 2005، كما فاز بجائزة أفضل لاعب في البرازيل ليُصبح أول لاعب غير برازيلي يحصد تلك الجائزة منذ عام 1976، إضافة إلى جائزة الكرة الذهبية البرازيلية بعد حصده لقب هداف الدوري البرازيلي برصيد 25 هدفًا في 38 مباراة، وأيضًا جائزة أفضل لاعب أمريكي جنوبي للمرة الثالثة على التوالي بعد فوزه بها في عامي 2003 و2004 مع بوكا جونيورز.
العام التالي كان الأخير لتيفيز مع الفريق البرازيلي، وذلك بعدما تعرض هو وزميله خافيير ماسكيرانو لما أسماه اضطهادًا من مدرب الفريق أنتونيو لوبيس، وقد انضم في صيف 2006 هو وخافيير ماسكيرانو إلى وست هام يونايتد. وبالرغم من قسم أول مخيب لتيفيز في الدوري الإنجليزي الممتاز لم يلعب فيه أي مباراة منذ البداية، إلا أنه استعاد ثقته بنفسه في القسم الثاني من الموسم وتحديدًا منذ شهر مارس، حيث ساهمت الأهداف التي سجلها وصنعها بشكل رئيسي في بقاء ويستهام في الدوري الإنجليزي الممتاز.
و في صيف عام 2007، وبعد خلاف نشب بين وست هام يونايتد ومانشستر يونايتد بسبب عدم رغبة النادي ببيع اللاعب الذي كان مرتبطًا بهم بعقد يمتد حتى صيف- عام 2010، تمكنت شركة ميديا سبورتس التي تملك حصة كبيرة من بطاقة اللاعب من إقناع النادي اللندني بالحصول منهم على مليوني جنيهًا استرلينيًا مقابل تحرير تيفيز من عقده، وبالفعل، استطاع مانشستر يونايتد الحصول على خدمات تيفيز على سبيل الإعارة لموسمين.
بدايته مع مانشستر يونايتد كانت جيدة، وهو ما جعل مدرب مانشستر يونايتد أليكس فيرغسون يفصح عن رغبته في التوقيع مع الأرجنتيني بشكل نهائي، وقد استطاع تسجيل 19 هدفًا في 48 مباراة ساعد بها فريقه في الفوز ب الدوري الإنجليزي الممتازو دوري أبطال أوروبا بعد الفوز بركلات الجزاء الترجيحية على نادي تشيلسي.
و بالرغم من ذلك، إلا أن الأمور اختلفت في الموسم التالي بالرغم من فوزه مع مانشستر يونايتد بدرع الاتحاد الإنجليزي لكرة القدم، كأس العالم للأندية، كأس الرابطة الإنجليزية والدوري الإنجليزي. في ذلك الموسم، أصبح تيفيز احتياطيًا بعد وصول المهاجم البلغاري ديميتار بيرباتوف، وقد تأثر بجلوسه على الدكة ليكتفي فقط بتسجيل 15 هدفًا منها 5 أهداف فقط في الدوري الإنجليزي، 6 أهداف في كأس الرابطة الإنجليزية، هدفين في دوري أبطال أوروبا ومثلهما في كأس إنجلترا.
حاول مانشستر يونايتد إقناعه بالبقاء والتوقيع على عقد يمتد لخمس سنوات، لكنه فضَّل الرحيل إلى مانشستر سيتي، ليُصبح أول لاعب ينتقل مباشرة بين كلا ناديي مدينة مانشستر منذ انتقال تيرِّي كوك من اليونايتد إلى السيتي في عام 1999.
وعلى الرغم من عدم قدرته على التسجيل في مرمى مانشستر يونايتد، إلا أن تيفيز قدَّم مستويات جيدة بعد بداية متعثرة بسبب الإصابة، ليُصبح النجم الأول للسيتي ويقود فريقه للترشح إلى الدوري الأوروبي بعد تحقيق المركز الخامس في الدوري الإنجليزي. تيفيز فاز بعدة جوائز فردية منها جائزة لاعب الشهر في الدوري الإنجليزي من الاتحاد الإنجليزي عن شهر ديسمبر من العام الماضي، إضافة إلى لاعب الشهر في الدوري الإنجليزي بتصويت المشجعين لشهر مارس. وبجانب تلك الجائزتين، فاز تيفيز بجائزتي أفضل لاعب في مانشستر سيتي باختيار الجماهير وباختيار النادي.
و في عام 2013 في شهر يونيو انتقل تيفيز إلى يوفنتوس الإيطالي ليحقق معه انجازات فردية ومحلية وأوروبية حقق معه لاعب الشهر في نادي اليوفنتوس وفاز بالدوري الإيطالي والدوري الأوروبي.
على المستوى الدولي، حافظ تيفيز على مكانه في المنتخب الأول منذ مباراته الأولى في عام 2004، بالرغم من تسجيله فقط 9 أهداف في 52 مباراة دولية.
لكن قبل ذلك، كان تيفيز قد تألق مع المُنتخب الأرجنتيني الأولمبي في بطولة كرة القدم ضمن أولمبياد أثينا عام 2004، والتي فاز بها مع الأرجنتين بلقب البطولة وتُوج هو بلقب هدَّاف البطولة بواقع ثمانية أهداف من ست مباريات.
مشاركته في كأس العالم 2006 بألمانيا لم تكن بالجيدة، حيث اكتفى بتسجيل هدفًا واحدًا فقط في المباراة التي انتهت بفوز الأرجنتين بسداسية نظيفة على صربيا ومونتينيجرو.

## روابط خارجية
- كارلوس تيفيز على موقع الاتحاد الدولي (مؤرشف)  (الإنجليزية)
- كارلوس تيفيز على موقع الاتحاد الأوربي (الإنجليزية)
- كارلوس تيفيز على موقع قاعدة بيانات كرة القدم.إي يو (الإنجليزية)
- كارلوس تيفيز على موقع ليكيب (الفرنسية)
- كارلوس تيفيز على موقع ناشيونال فوتبول تيمز (الإنجليزية)
- كارلوس تيفيز على موقع Soccerbase.com (لاعب) (الإنجليزية)
- كارلوس تيفيز على موقع Soccerway.com (الإنجليزية)
- كارلوس تيفيز على موقع عالم كرة القدم.نت (الإنجليزية)
- كارلوس تيفيز على موقع أوليمبيديا (الإنجليزية)
- كارلوس تيفيز على موقع AS.com (الإسبانية)